# Asteroïdeus
Els asteroïdeus (Asteroidea) són una classe d'equinoderms que tenen el cos amb forma d'estel i, per aquest motiu, es coneixen com a estrelles de mar. Tenen cinc o més braços, i amb els conductes ambulacrals amb dues o quatre files de pedicels a través de llur superfície oral. Se'n coneixen 2.142 espècies, totes marines.

## Característiques
Com la resta d'equinoderms, els asteroïdeus tenen simetria pentaradial. Tenen un endoesquelet calcari i un sistema ambulacral que els serveix per a la locomoció, la captura d'aliments i la respiració. El sistema digestiu consta d'una boca en posició ventral, un estómac evaginable, uns diverticles pilòrics ramificats pels braços, i un curt budell recte que desemboca a la cara aboral per un anus, que pot no existir. El nombre de gònades sol ésser de deu. Presenten fecundació externa i sexes separats, hermafroditisme o gonocorisme làbil. També tenen reproducció asexual, amb un alt poder de regeneració, que pot ésser causada per una escissió discal o braquial, en la qual es regenera tot l'animal a partir d'un sol braç. Són bentòniques i habiten els fons marins, de fang, de sorra, sobre les roques i enmig de les algues depredadores i carnívores, s'alimenten de mol·luscs bivalves, crustacis, poliquets i altres equinoderms.
L'aparell digestiu consta, principalment, d'una boca en posició ventral, un estómac que es pot evaginar, fent que la seva superfície interior passi a ser exterior i d'aquesta manera caçar la presa, i un curt intestí recte que acaba en un anus situat a la part dorsal, que pot no existir.

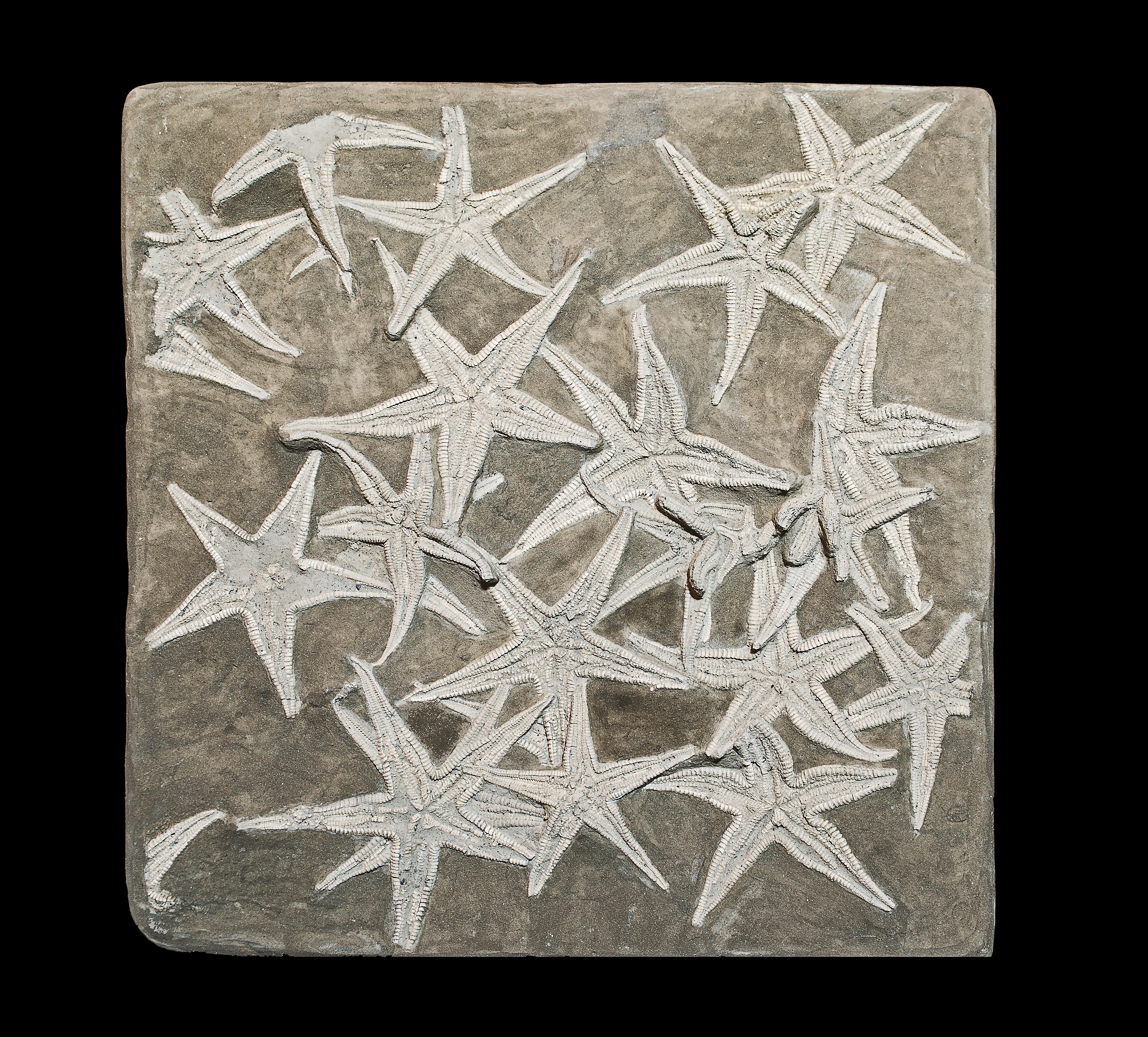
Astropecten lorioli - espècie del Juràssic

## Biologia i ecologia
Tenen un curiós sistema de reproducció asexual mitjançant el qual les estrelles de mar es poden regenerar totalment a partir d'un sol braç que per qualsevol raó s'hagi escindit.
Habiten els fons marins, de fang, de sorra, sobre les roques i enmig de les algues. Són depredadores i carnívores, s'alimenten de mol·luscs, crustacis i altres animals marins.A diferència d'altres animals, les estrelles de mar digereixen les preses per fora, ja que el seu estómac és reversible. Amb els seus milers de peus ambulacrals que acaben en ventoses, sostenen el menjar aferrat a la part ventral de qualsevol dels seus braços. Posseeixen un estómac dividit en dos sectors: el cardíac i el pilòric. L'estómac cardíac pot revertir i expulsar cap a l'exterior, possibilitant la digestió externa. L'estrella de mar reverteix aquest sector de l'estómac, el projecta cap a l'exterior i l'introdueix en la presa a digerir (per exemple dins d'un musclo, d'algun altre mol·lusc bivalbe, d'un cargol o, com s'aprecia en la imatge, dins de la pinça d'un cranc). La digestió extraintestinal pren unes 10 hores, i durant tot aquest temps aquesta porció de l'estómac roman a l'exterior de l'estrella de mar i a l'interior de la seva presa.
Predadores i carnívores, s'alimenten de mol·luscs, crustacis i altres animals marins. La seva presa principal són els bivalves. Pot menjar qualsevol cosa de la mida del seu braç o menor. De vegades formen plagues que danyen seriosament les poblacions de bivalves d'interès comercial, com el musclo. Es té la creença general que aquestes piquen introduint verí a la capa exterior de l'epidermis, provocant així un envermelliment de la zona afectada semblant a un lunar. Emperò, hi ha ben poques espècies verinoses, la més coneguda d'elles és la "Corona d'espines" (Acanthaster planci), d'habitat tropical.
Encara que moltes d'elles són hermafrodites i poden fresar tant òvuls com espermatozoides, també poden tenir un curiós sistema de reproducció asexual. En aquest tipus de reproducció, l'estrella de mar, es pot regenerar totalment a partir d'un sol braç que per qualsevol raó s'hagi escindit.
Habiten els fons marins, sorrencs, i rocosos.

## Forma i funció

### Característiques externes
Els asteroïdeus presenten un cos format per un disc central del qual surten cinc braços o radis, els quals delimiten les zones radials entre les quals es troben les zones interradials. La boca esta sotiada en el centre de la regió inferior o regio oral, i es troba rodejada per cinc parells d'espines. També en la regió oral i al llarg de cada braç trobem un sol ambulacral, una depressió perforada on es troben els peus ambulacrals (podis) que surten a l'exterior a través de porus. Els podis estan protegits per espines movils i en la majoria de casos acaben amb ventosa, especialment en aquelles espècies que viuen en substrats rocosos.
En la cara o regió dorsal o aboral del dosc, en posicó interradial, trobem la madreporita, una placa perforada circular que comunica amb el sistema ambulacral i actua com a filtre d'aigua. En el centre del disc trobem l'anus, que pot ser dfificil d'bservar (fins i tot en alguns generes, com Astropecten, ha desaparegut).
La superfície aboral és generalment aspre i espinosa, encara que les espines d'algunes espècies estan aplanades, de manera que la superfície sembla suau. Al voltant de les bases de les espines hi ha grups de pedicel·laris. Els pedicilaris són un peu ambulacral modificat, la part final d’aquests està modificada i pren forma de pinça, és a dir, tenen la capacitat d'obrir-se i tancar-se.
Aquestes pinces mantenen la superfície del cos lliure de restes, protegeixen les papules i, de vegades, ajuden en la captura d'aliments. Les papules (branquies dèrmiques o brànquies cutànies) són projeccions suaus i delicades de la cavitat celòmica, cobertes només amb epidermis i folrades internament amb peritoneu; s'estenen a través d'espais entre ossicles i estan implicades en la respiració

### Endoesquelet
Sota l'epidermis dels estels de mar hi ha un endoesquelet mesodèrmic de petites plaques calcàries, o ossicles, unides amb teixit connectiu. Aquest teixit connectiu és una forma inusual de col·lagen que està sota control neurològic. Els músculs de la paret del cos mouen els radis i poden tancar parcialment els solcs ambulacrals movent els seus marges junts.

### Celoma, excreció i respiració
Els compartiments celòmics de les larves dels equinoderms donen lloc a diverses estructures en els adults, una de les quals és un cos celòmic espaiós ple d'un líquid. Aquest líquid conté amebòcits (celomòcits), envolta els òrgans interns i es projecta cap a les pàpules. El recobriment ciliat peritoneal del celoma fa circular el líquid per la cavitat del cos i cap a les pàpules.
L'intercanvi respiratori de gasos i l'excreció de residus nitrogenats, principalment amoníac, es duu a terme per difusió a través de les pàpules i pels podis o peus ambulacrals. Algunes substàncies de residu poden ser absorbides pels amebòcits, que migren cap a l'exterior per l'epiteli de les pàpules o dels podis.

### Sistema vascular aqüífer
Un segon compartiment celòmic dona lloc al sistema vascular aqüífer dels equinoderms, també anomenat aparell ambulacral. Aquest és un conjunt de canals i podis especialitzats que, conjuntament amb els ossicles dermals, forma un sistema hidràulic. En els asteroïdeus, les funcions principals del sistema aqüífer són la locomoció i l'alimentació, a més de participar en la respiració i l'excreció. S'origina embriològicament d'una modificació del celoma i presenta cilis en el seu interior.
Estructuralment, el sistema vascular aqüífer s'obre a l'exterior a través de petits porus en la madreporita. La madreporita dels asteroïdeus es troba en la superfície aboral i condueix cap al canal petri, el qual descendeix cap al canal anular al voltant de la boca. El canal petri té la capacitat de contraure's deixant el sistema ambulacral tancat, d’aquesta manera que la pressió interna dels canals pot variar segons les necessitats de l’animal. Des del canal anular divergeixen els canals radials, un cap a cada braç de l'animal.
Una sèrie de petits canals laterals connecten els canals radials amb els peus ambulacrals. Els extrems exteriors d'aquestes estructures, generalment, presenten ventoses, tot i que algunes espècies poden no tenir-ne. Els peus ambulacrals són, per tant, projecció que es troba al final de les bifurcacions dels canals radials. Els peus ambulacrals duen a terme diferents funcions, entre elles, alimentació, excreció i/o locomoció, sempre depenent del grup.
El sistema vascular aqüífer opera hidràulicament i és un mecanisme locomotor eficaç. Aplica pressió muscular al líquid celòmic en els peus ambulacrals per endurir-los i així poder caminar. L'acció coordinada de tots o molts dels peus ambulacrals i les seves ventoses és suficient per a mantenir l'animal en una superfície vertical o sobre les roques. L'habilitat de moure's mentre s'adhereix fermament al substrat és un clar avantatge per a un animal que viu en un ambient de vegades irregular-corbat.
En una superfície tova, com ara la sorra, les ventoses són inefectives (de fet, moltes espècies de sorra no presenten ventoses), de manera que els peus ambulacrals s'utilitzen com a cames majoritàriament per moure's i no per ancorar-se fermament.
La majoria d'asteroïdeus poden moure's només uns pocs centímetres per minut, però algunes molt actives, com el gènere Pycnopodia per exemple, poden moure's de 75 a 100 cm per minut. Quan s'inverteix, una estrella del mar doblega els seus braços fins que algus peus ambulacrals arriben al substrat i s'uneixen com una àncora; llavors es dona la volta lentament.
Els peus ambulacrals estan innervats pel sistema nerviós central (presenten sistemes ectonurals i hiponeurals). La coordinació nerviosa permet als peus ambulacrals moure's en una sola direcció, encara que no a l'uníson. Si el nervi radial en un braç es talla, els podis en aquest braç perden la coordinació, tot i això, encara poden funcionar.

### Sistema hemal i perihemal
El sistema hemal es deriva del celoma i fa circular el líquid utilitzant cilis que recobreixen els seus canals. La funció del sistema hemal és en gran part desconeguda, però probablement ajuda a distribuir nutrients absorbits del tracte digestiu. Pot ajudar en el transport de molècules grans, hormones o celomòcits. El sistema hemal no està molt ben desenvolupat en els asteroïdeus, i, tal com s'ha dit, la seva funció en tots els equinoderms no està clara. El sistema hemal té poc a veure amb la circulació de líquids corporals.
Es tracta d'un sistema que està tancat dins d'un altre compartiment celòmic, o el sistema perihemal. La investigació amb almenys una espècie d'estrella de mar mostra que els nutrients absorbits apareixen en el sistema hemal a les poques hores de l'alimentació, i finalment es concentren en les gònades i podis. Així, el sistema hemal sembla tenir un paper important en la distribució de nutrients digerits.

### Alimentació i sistema digestiu
La boca del costat oral condueix a través d'un esòfag curt a un gran estómac al disc central. La part inferior de l'estómac (estómac cardiac) pot ser perllongada a través de la boca durant l'alimentació. La part superior (pilòrica) és més petita i es connecta per conductes amb un parell de grans cecs pilòrics (glàndules digestives) en cada braç. La digestió és majoritàriament extracel·lular, encara que pot ocórrer una mica de digestió intracel·lular en els cecs. L'anus és poc visible, i algunes estrelles del mar manquen d'intestí i anus.
Moltes estrelles de mar són carnívores i s'alimenten de mol·luscs, crustacis, poliquets, equinoderms, altres invertebrats i, de vegades, peixos petits. Les estrelles de mar consumeixen una àmplia gamma d'aliments, però moltes mostren preferències particulars. Alguns seleccionen ofiuroïdeus o eriçons de mar, els quals s'empassen sencers i, més tard, regurgiten ossicles i espines no digeribles. Algunes altres ataquen altres estrelles del mar, i si són petites comparades amb les seves preses, poden atacar i començar a menjar-se el final d'un braç. Algunes estrelles del mar s'alimenten de petites partícules, ja sigui íntegrament o a més de l'alimentació carnívora. El plàncton i altres partícules orgàniques que entren en contacte amb la superfície d'un animal són transportats per cilis epidèrmics als solcs ambulacrals i després a la boca.
Quan s'alimenta d'un bivalva, una estrella de mar envoltara la presa, enganxant els seus podis a les valves per després exercir una atracció constant (pot exercir una força d'uns 12,75 newtons). En més o menys mitja hora, els músculs adductors del bivalve fan fatiga i relaxen. L'estrella només necessita d'una escletxa molt petita per a inserir el seu estómac a l'espai entre les valves i col·locar-lo al voltant de les parts toves de la presa, per així poder començar la digestió. Després d'alimentar-se, l'estrella de mar torna el seu estómac cap a l'interior per contracció dels seus músculs de l'estómac i relaxació dels músculs de la paret corporal.

### Sistema nerviós
Els equinoderms no tenen un cervell o ganglis diferents. El sistema nerviós consisteix en tres unitats situades dins del disc i els braços. El principal d'aquests és un sistema oral (ectoneural) compost d'un anell nerviós al voltant de la boca i un nervi radial principal en cada braç; sembla que coordina els peus ambulacrals. Tot seguit trobem un sistema profund (hiponeural) que es troba sota el sistema oral, i un sistema aboral consisteix en un anell al voltant de l'anus i els nervis radials al llarg del sostre de cada braç. Un plexe nerviós epidèrmic o xarxa nerviosa connecta lliurement aquests sistemes amb la paret corporal i les estructures relacionades. El plexe epidèrmic coordina les respostes a l'estimulació tàctil.
Els òrgans del sentit no estan ben desenvolupats, però els equinoderms responen als canvis de temperatura, la composició química del seu entorn i la intensitat de la llum. Els òrgans tàctils i altres cèl·lules sensorials estan dispersos sobre la superfície. A cada punta de cada braçes troba un ocel. Les estrelles del mar solen ser més actives de nit.

## Taxonomia
Segons WoRMS, els asteroïdeus es classifiquen en:
- Infraclasse Concentricycloidea

- Ordre Platyasterida †
- Ordre Velatida
- Superordre Forcipulatacea
  - Ordre Brisingida
  - Ordre Forcipulatida
- Superordre Spinulosacea
  - Ordre Spinulosida
- Superordre Valvatacea
  - Ordre Notomyotida
  - Ordre Paxillosida
  - Ordre Valvatida